# NGC 2487
NGC 2487 este o galaxie LINER situată în constelația Gemenii. A fost descoperită în 7 noiembrie 1864 de către Albert Marth. Se află la o distanță de 69,2 de megaparseci de Pământ.